# Вахвахишвили, Тамара Николаевна
Тамара Николаевна Вахвахишвили груз. თამარ ნიკოლოზის ასული ვახვახიშვილი (23 декабря 1893 [4 января 1894], Варшава — 31 октября 1976, Тбилиси) — грузинский композитор. Заслуженный деятель искусств Грузинской ССР (1940).

## Биография
Окончила Тифлисское музыкальное училище Русского музыкального общества по классам фортепиано (1912—1916) и композиции (1917—1921, ученица Фомы Гартмана), в 1921—1923 гг. директор училища. Прошла также курс композиции в Парижской консерватории у Поля Видаля (1927). Заведовала музыкальной частью Театра имени Руставели (1922—1926) и Второго государственного театра Грузии (1928—1933), в обоих театрах являясь ближайшим сподвижником Константина Марджанишвили. По сценариям Марджанишвили написала, в частности, музыку для пантомим «Солнце солнц» и «Пожар» (1929); автор музыки ко многим спектаклям, поставленным Марджанишвили, — в том числе «Овечий источник» Лопе де Вега, «Уриэль Акоста» Гуцкова, «Маскарад» Лермонтова и др. Написала также балеты «Праздник Вакха» (1919), «Любовное зелье» (1920), «Спартак» (1937), музыкальную комедию «Дон Хиль Зелёные Штаны» (по Тирсо де Молина, 1924), Концерт для скрипки с оркестром, песни на стихи грузинских композиторов.